# Janet Jones
Janet Marie Jones, nota da sposata anche come Janet Marie Gretzky (Bridgeton, 10 gennaio 1961), è un'attrice statunitense.

## Filmografia parziale
- Annie, regia di John Huston (1982)
- Kaan principe guerriero (The Beastmaster), regia di Don Coscarelli (1982)
- Staying Alive, regia di Sylvester Stallone (1983)
- Flamingo Kid (The Flamingo Kid), regia di Garry Marshall (1984)
- Chorus Line (A Chorus Line), regia di Richard Attenborough (1985)
- Sogno americano (American Anthem), regia di Albert Magnoli (1986)
- Scuola di polizia 5 - Destinazione Miami (Police Academy 5: Assignment: Miami Beach), regia di Alan Myerson (1988)
- Ragazze vincenti (A League of Their Own), regia di Penny Marshall (1992)
- Alpha Dog, regia di Nick Cassavetes (2006)
- Palo Alto, regia di Gia Coppola (2013)
- L'urlo e il furore (The Sound and the Fury), regia di James Franco (2014)
- American Siege, regia di Edward Drake (2021)

## Vita privata
Dal 1988 è sposata con l'ex hockeista su ghiaccio canadese Wayne Gretzky. Insieme hanno avuto cinque figli.